# Washington Township (comté de Daviess, Missouri)
Pour les articles homonymes, voir Washington Township.
Washington Township est un township du comté de Daviess dans le Missouri, aux États-Unis,.